# فورکویل (میسیسیپی)
فورکویل (به انگلیسی: Forkville) یک منطقهٔ مسکونی در ایالات متحده آمریکا است که در شهرستان اسکات، میسیسیپی واقع شده‌است. فورکویل ۱۱۷٫۰۴ متر بالاتر از سطح دریا قرار دارد.